# Andreas Kosmatópulos
Andreas Kosmatópulos –en griego, Ανδρέας Κοσματόπουλος– (Salónica, 26 de septiembre de 1968) es un deportista griego que compitió en vela en la clase 470. Está casado con la regatista Sofía Bekatoru.
Ganó dos medallas en el Campeonato Mundial de 470, oro en 1995 y plata en 2002, y una medalla de plata en el Campeonato Europeo de 470 de 2002. Participó en cinco Juegos Olímpicos de Verano, entre los años 1992 y 2008, ocupando el octavo lugar en Sídney 2000.

## Palmarés internacional
| \| Campeonato Mundial \| Campeonato Mundial \| Campeonato Mundial \| Campeonato Mundial \| \| Año \| Lugar \| Medalla \| Clase \| \| ------------------ \| ------------------ \| ------------------ \| ------------------ \| \| 1995 \| Toronto (Canadá) \| Medalla de oro \| 470 \| \| 2002 \| Cagliari (Italia) \| Medalla de plata \| 470 \| \| Campeonato Europeo \| \| \| \| \| Año \| Lugar \| Medalla \| Clase \| \| 2002 \| Tallin (Estonia) \| Medalla de plata \| 470 \| |                   |                  |       |
| Campeonato Mundial |                   |                  |       |
| Año | Lugar             | Medalla          | Clase |
| 1995 | Toronto (Canadá)  | Medalla de oro   | 470   |
| 2002 | Cagliari (Italia) | Medalla de plata | 470   |
| Campeonato Europeo |                   |                  |       |
| Año | Lugar             | Medalla          | Clase |
| 2002 | Tallin (Estonia)  | Medalla de plata | 470   |